# 弗洛朗丝·布吕内勒
弗洛朗丝·布吕内勒（法語：Florence Brunelle，2003年12月20日—），加拿大女子短道速滑运动员，2020年冬季青年奥林匹克运动会女子500米和女子1000米铜牌得主、2022年世界短道速滑锦标赛女子3000米接力银牌得主。